# Elliot Knight
Elliot Knight (* 10. Juli 1990) ist ein britischer Schauspieler, der durch seine Rolle als Sindbad in der britischen Fernsehserie Sindbad bekannt wurde.

## Leben und Karriere
Knight wurde in Birmingham, Vereinigtes Königreich geboren. Seine Eltern, Stuart und Lorna Knight, sind beide Lehrer. Sein Vater arbeitet an der Broadway Secondary School in Perry Barr, Birmingham.
Elliot Knight war Schüler an der King Edward VI Aston School, bevor er an der Manchester Metropolitan School of Theatre studierte und dort auch 2011 seinen Abschluss mit einem Bachelor machte.
Im Juni 2011 verkündete der britische Sender Sky1, dass Knight die Hauptrolle im Fernsehdrama Sindbad gewonnen hatte, die seine erste Berufsrolle sogar vor dem Abschluss der Manchester Metropolitan School of Theatre ist. Die Premiere der Serie war im Juli 2012.
2013 spielte Knight im Krimidrama By Any Means vom BBC mit. Außerdem war Elliot im Jahre 2015 in der Fernsehserie Once Upon a Time – Es war einmal … die Rolle des Merlin zu sehen.

## Filmografie (Auswahl)
- 2012: Sindbad (Fernsehserie)
- 2013: Law & Order: UK (Fernsehserie, 1 Folge)
- 2013: By Any Means (Fernsehserie, 6 Folgen)
- 2014: Dangerous Liaisons (Fernsehfilm)
- 2014: How to Get Away with Murder (Fernsehserie, 2 Folgen)
- 2015: Once Upon a Time (Fernsehserie, 6 Folgen)
- 2019: Die Farbe aus dem All (Color Out of Space)
- 2024: The Boys (Fernsehserie, 4 Folgen)
- 2025: Countdown (Fernsehserie, 6 Folgen)